# Tepuy Ilú
Le tepuy Ilú est un des tepuys du Venezuela, situé dans l'État de Bolívar.